# Малеев, Сергей Владимирович
Сергей Владимирович Мале́ев (род. 3 июня 1931, Ереван — 20 февраля 2021) — российский физик, доктор физико-математических наук, профессор, главный научный сотрудник теоретического отдела Петербургского института ядерной физики, отдела физики конденсированного состояния вещества. Один из самых цитируемых учёных ПИЯФ, входит в сотню самых цитируемых учёных России.

## Биография
Пережив блокаду г. Ленинграда, Малеев в 1949 окончил школу и поступил на физический факультет Ленинградского государственного университета. Затем был переведён в Харьков на физико-математический факультет Харьковского университета, который окончил в 1954 г. С 1954 г. до 1971 г. он работал в Физико-техническом институте им. А. Ф. Иоффе в Ленинграде, а с 1971 г. и до последних дней работал в Петербургском институте ядерной физики. В 1958 г. защитил кандидатскую диссертацию, в 1974 г. — докторскую.

## Достижения
В 1962 одновременно (и независимо) с Блюме разработал теорию рассеяния поляризованных нейтронов в веществе, в 1994 теоретически применил метод рассеяния поляризованных нейтронов для исследования хиральных магнитных структур. Автор многих публикаций, в том числе ряда обзоров в УФН.

## Награды
- Государственная премия СССР в области науки (в составе группы, за 1986 год) — за цикл работ «Новые методы исследования твёрдого тела на основе рассеяния нейтронов стационарных ядерных реакторов» (1961—1984)
- Орден Дружбы (2008)[2]
- Премия имени В. А. Фока (2013) — за цикл работ «Взаимодействия низкой симметрии в теории магнетизма»